# Obyvatelstvo Izraele

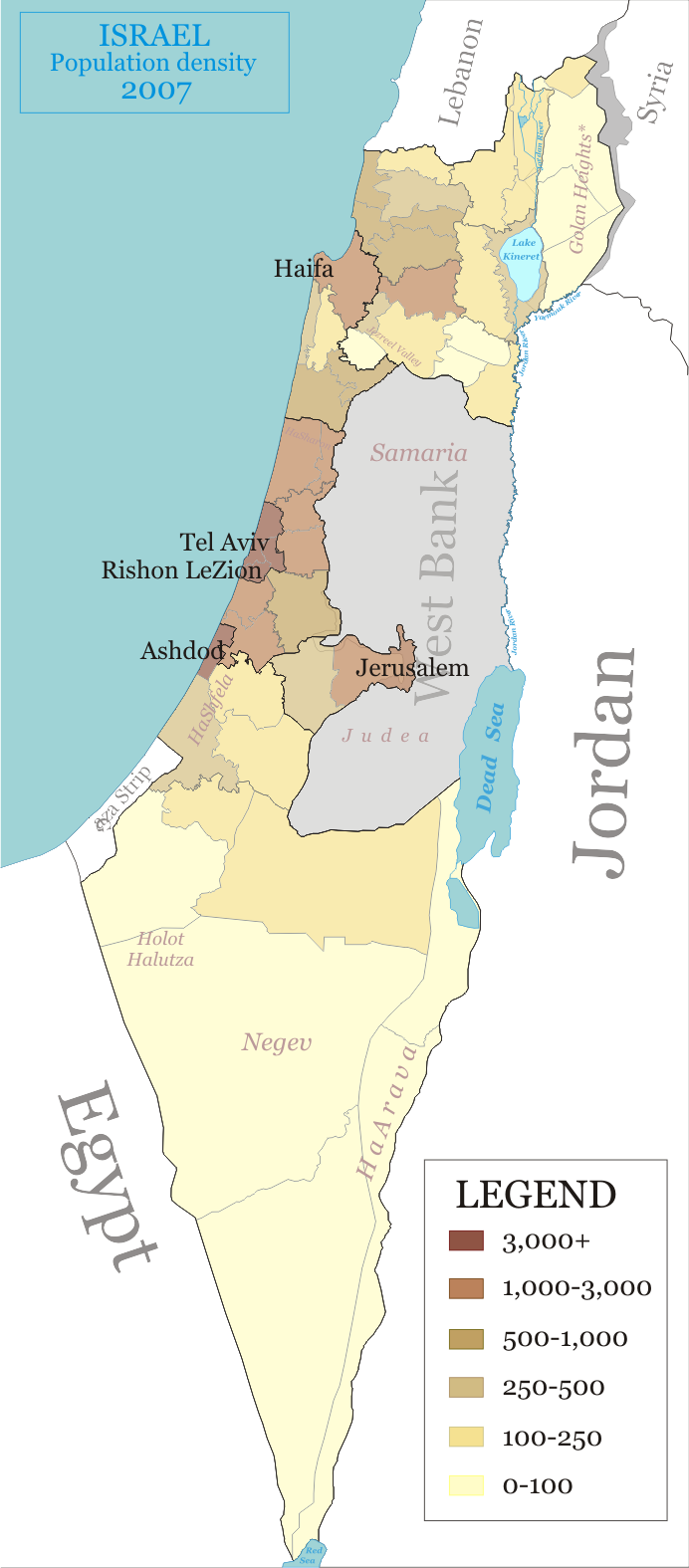
Hustota zalidnění na čtvereční kilometr podle distriktů a subdistriktů

Podíl židovského, muslimského, drúzského a jiného obyvatelstva na izraelské populaci

Tento článek se zabývá obyvatelstvem Izraele. Informace naleznete také v článku Izraelci.
K roku 2007 měl Izrael 7 262 670 obyvatel. Z toho 260 tisíc Izraelců žilo na Západním břehu Jordánu, ve městech jako Ma'ale Adumim a Ariel, a osadách, které se datují před založení Izraele, a které byly obnoveny po Šestidenní válce, jako Hebron a Guš Ecion. 18 tisíc osadníku žije na Golanských výšinách. V roce 2006 žilo 250 tisíc Izraelců ve východním Jeruzalémě. Celkový počet izraelských osadníků je přes 500 tisíc (6,5 % izraelské populace). Přibližně 7 800 Izraelců žilo v osadách v Pásmu Gazy, než byli evakuováni v souladu s plánem na jednostranné stažení.
Izraelské úřední jazyky jsou hebrejština a arabština. Hlavním jazykem je hebrejština, kterou hovoří většina populace. Arabsky mluví arabská resp. palestinská minorita a Židé, kteří do Izraele imigrovali z arabských zemí. Mnoho Izraelců zvládá komunikovat i v angličtině. V tomto jazyce je v Izraeli i značné množství televizních programů a mnoho škol angličtinu vyučuje již od prvních ročníků. Díky množství imigrantů je možno na ulici slyšet tucty různých jazyků. Na tom mají velký podíl lidé z bývalého Sovětského svazu, díky nimž se po Izraeli značně rozšířila ruština. Dorozumívacím jazykem přistěhovalých Židů z Etiopie je amharština. Již v letech 1990–1994 vzrostl podíl přistěhovalců z bývalého SSSR na 12 % celkové izraelské populace. Během posledního desetiletí nastal významný příliv pracovních sil z Rumunska, Thajska a množství zemí Afriky a Jižní Ameriky, který se odhaduje na 200 tisíc osob.

## Věková struktura
- 0-14 let: 26,1% (muži 858 246 / ženy 818 690)
- 15-64 let: 64,2% (muži 2 076 649 / ženy 2 046 343)
- 65 let a více: 9,8% (muži 269 483 / ženy 357 268) (odhady r.2007)

## Náboženství
| Náboženství     | Populace  | % z celku |
| --------------- | --------- | --------- |
| Židé            | 5 313 800 | 76,0%     |
| Muslimové       | 1 140 600 | 16,3%     |
| Křesťané        | 146 000   | 2,1%      |
| Drúzové         | 115 200   | 1,7%      |
| Nespecifikované | 272200    | 3,9%      |